# Luigi Broglio (enginyer)
Luigi Broglio (11 novembre 1911 - 14 gener 2001), va ser un enginyer italià, coronel tinent de les forces aèries, i degà de la facultat d'enginyeria aeronàutica a la Universitat de Roma La Sapienza. Conegut com el "von Braun italià", és més conegut com l'arquitecte del programa San Marco el que va portar a Itàlia a ser el tercer país del món en construir i operar el seu propi satèl·lit.
Les instal·lacions van concebre originalment el nom de San Marco Equatorial Range, ara es nomena en el seu honor, així com l'asteroide 18542 Broglio.